# Мато Водопић
Мато Водопић (Дубровник, 13. децембар 1816- 13. март 1893) био је српски римокатолички свештеник и дубровачки бискуп од 3. јула 1882. године до своје смрти 1893. године. Био је борац за уједињење Срба и Јужних Словена.
Мато Водопић је био рођак макарског бискупа Ивана Павловића Лучића (1755—1818), који је објављивао у Светом Сави Ивана Томка Марнавића, и који се изјашњавао Србином римокатоличке вероисповести.
После 1849. године кућа браће Пуцић је постала центар окупљања дубровачке интелигенције, у којој су се често навраћали (сем браће Пуцић и Мате Водопића) Антун Казначић, Август Казначић, Антун Пашко Казалић, Мато Наталић, Перо Мариновић, Иво Војновић, Франо Супило и многи други. Придруживши се покрету Срба католика, Мато је подржавао уједињење Далмације са Хрватском, а онда улазак у једну унитарну југословенску државу. Живот Мате Водопића представља начин живота једног припадника културне обнове Дубровника, где су се Дубровчани, иако сви римокатолици, изјашњавали као Срби и Италијани.
Његов први рад, роман Марија Конавока је остао недовршен, а објављен је у деловима од 1863. За овај роман је занимљиво да су га завршили Нико Водопић (Матов брат), Јурај Царић и Марћел Кушар. Његов други рад, кратки роман, Тужна јеле је завршен 1868. године, и био је изузетно популаран међу Дубровчанима и Конављанима (много пута се овај рад и играо на сцени Дубровачких летњих игара. Трећи његов рад, незавршен исто као први, На доборскијем развалинам, објављен је 1881. године.
Све три Водопићеве књиге су штампане у штампарији Драгутина Претнера, где су се штампала дела на српском језику и ћирилици. Од 1878. до 1884. године Мато Водопић је писао у просрпском часопису Словинац. Још две књиге које је после написао су Ђеневрија: пиларска приповијест и Песме Мате Водопића.
Године 1880, 9. марта, дубровачка општина је прихватила понуду Српске дубровачке омладине да се подигне споменик на 300. годишњицу рођења песника Џива Гундулића и именовала је комисију, у којој су били Медо Пуцић, Перо Будмани, Иво Казначић, Луко Зоре и Мато Водопић, која је имала задатак да организује подизање споменика.

## Став о аутохтоности Словена на Балкану
Водопић је био настављач старије мисли (Винко Прибојевић, Мавро Орбин...) да су Словени под именом Илира,Трачана... староседеоци Балкана.